# Filmografia de Cate Blanchett

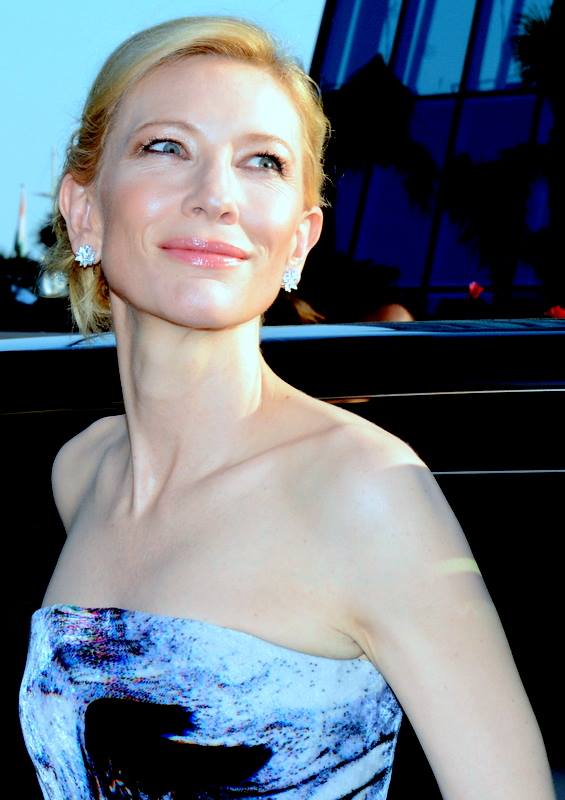
Cate Blanchett durante o Festival de Cannes de 2015.

Cate Blanchett é uma atriz e produtora cinematográfica australiana cuja carreira artística teve início com o papel de Electra na peça teatral homônima em 1992. Seu primeiro papel de destaque na televisão ocorreu em 1994, na série televisiva Heartland, seguida pela atuação na minissérie Bordertown (1995). Em 1997, Blanchett teve sua primeira atuação em um longa-metragem com um papel de coadjuvante no drama Paradise Road. No mesmo ano, protagonizou Oscar and Lucinda, que rendeu-lhe sua primeira indicação ao Prêmio AACTA de Melhor Atriz. Blanchett alcançou aclamação internacional ao interpretar a monarca inglesa Isabel I em Elizabeth (1998). Sua performance rendeu-lhe um Globo de Ouro de Melhor Atriz em Filme de Drama e um BAFTA de Melhor Atriz, além de uma indicação ao Óscar de Melhor Atriz Principal. Nos anos seguintes, a atriz estrelou o suspense The Talented Mr. Ripley (1999), a comédia romântica An Ideal Husband, a comédia dramática Pushing Tin e o suspense The Gift (2000).
A partir de 2001, Blanchett interpretou a personagem Galadriel na trilogia épica de fantasia The Lord of the Rings, dirigida por Peter Jackson. Em 2004, venceu o Melhor Atriz Coadjuvante por sua atuação como Katherine Hepburn no drama biográfico The Aviator, dirigido por Martin Scorcese, tornando-se a única atriz na história a interpretar outra atriz vencedora do Óscar. Em 2006, foi novamente indicada ao prêmio por sua atuação no suspense Notes on a Scandal. No ano seguinte, Blanchett reprisou seu papel histórico na sequência Elizabeth: The Golden Age e interpretou uma fase da vida do cantor Bob Dylan em I'm Not There, pelos quais foi indicada ao Óscar de Melhor Atriz e Melhor Atriz Coadjuvante, sendo uma das poucas atrizes a alcançar tal feito.
Em 2008, Blanchett deu vida à antagonista no filme de aventura Indiana Jones and the Kingdom of the Crystal Skull, o quarto filme da franquia Indiana Jones, e co-estrelou o drama The Curious Case of Benjamin Button. Entre 2012 e 2014, reprisou seu papel como Galadriel na trilogia The Hobbit. Por sua performance como uma socialite em Blue Jasmine (2013), Blanchett venceu o Globo de Ouro, BAFTA e Óscar de Melhor Atriz. No ano seguinte, dublou a personagem Valka no filme de animação How to Train Your Dragon 2, que arrecadou mais de 620 milhões de dólares em bilheterias mundiais. Em 2015, foi altamente elogiada pela crítica por sua performance como Lady Tremaine no filme de fantasia Cinderella.

## Filmografia

### Cinema
| Ano  | Filme                                              | Função | Função    | Papel                    | Diretor                     | Ref.   |
| Ano  | Filme                                              | Atriz  | Produtora | Papel                    | Diretor                     | Ref.   |
| ---- | -------------------------------------------------- | ------ | --------- | ------------------------ | --------------------------- | ------ |
| 1990 | Kaboria                                            | Sim    |           | Animadora de torcida     | Khairy Beshara              | [ 13 ] |
| 1996 | Parklands                                          | Sim    |           | Rosie                    | Kathryn Millard             | [ 14 ] |
| 1997 | Paradise Road                                      | Sim    |           | Susan Macarthy           | Bruce Beresford             | [ 15 ] |
| 1997 | Thank God He Met Lizzie                            | Sim    |           | Lizzie                   | Cherie Nowlan               | [ 16 ] |
| 1997 | Oscar and Lucinda                                  | Sim    |           | Lucinda Leplastrier      | Gillian Armstrong           | [ 17 ] |
| 1998 | Elizabeth                                          | Sim    |           | Isabel I de Inglaterra   | Shekhar Kapur               | [ 18 ] |
| 1999 | An Ideal Husband                                   | Sim    |           | Lady Gertrude Chiltern   | Oliver Parker               | [ 19 ] |
| 1999 | Bangers                                            | Sim    | Sim       | Julie-Anne               | Andrew Upton                | [ 20 ] |
| 1999 | Pushing Tin                                        | Sim    |           | Connie Falzone           | Mike Newell                 |        |
| 1999 | The Talented Mr. Ripley                            | Sim    |           | Meredith Logue           | Anthony Minghella           |        |
| 2000 | The Gift (filme de 2000)                           | Sim    |           | Annabelle Wilson         | Sam Raimi                   |        |
| 2000 | The Man Who Cried                                  | Sim    |           | Lola                     | Sally Potter                |        |
| 2001 | The Shipping News                                  | Sim    |           | Petal Quoyle             | Lasse Hallström             |        |
| 2001 | Charlotte Gray                                     | Sim    |           | Charlotte Gray           | Gillian Armstrong           |        |
| 2001 | Bandits                                            | Sim    |           | Kate Wheeler             | Barry Levinson              | [ 12 ] |
| 2001 | The Lord of the Rings: The Fellowship of the Ring  | Sim    |           | Galadriel                | Peter Jackson               | [ 21 ] |
| 2002 | Heaven                                             | Sim    |           | Philippa                 | Tom Tykwer                  | [ 22 ] |
| 2002 | The Lord of the Rings: The Two Towers              | Sim    |           | Galadriel                | Peter Jackson               |        |
| 2003 | Coffee and Cigarettes                              | Sim    |           | Cate / Shelly            | Jim Jarmusch                |        |
| 2003 | Veronica Guerin                                    | Sim    |           | Veronica Guerin          | Joel Schumacher             |        |
| 2003 | The Missing                                        | Sim    |           | Magdalena Gilkeson       | Ron Howard                  |        |
| 2003 | The Lord of the Rings: The Return of the King      | Sim    |           | Galadriel                | Peter Jackson               | [ 23 ] |
| 2004 | The Life Aquatic with Steve Zissou                 | Sim    |           | Jane Winslett-Richardson | Wes Anderson                |        |
| 2004 | The Aviator                                        | Sim    |           | Katharine Hepburn        | Martin Scorsese             | [ 24 ] |
| 2005 | Little Fish                                        | Sim    |           | Tracy Heart              | Rowan Woods                 | [ 25 ] |
| 2006 | Babel                                              | Sim    |           | Susan Jones              | Alejandro González Iñárritu | [ 26 ] |
| 2006 | The Good German                                    | Sim    |           | Lena Brandt              | Steven Soderbergh           | [ 27 ] |
| 2006 | Notes on a Scandal                                 | Sim    |           | Sheba Hart               | Richard Eyre                | [ 28 ] |
| 2007 | Hot Fuzz                                           | Sim    |           | Janine                   | Edgar Wright                | [ 29 ] |
| 2007 | In the Company of Actors                           | Sim    |           | Ela mesma                | Ian Darling                 |        |
| 2007 | Elizabeth: The Golden Age                          | Sim    |           | Isabel I de Inglaterra   | Shekhar Kapur               | [ 30 ] |
| 2007 | I'm Not There                                      | Sim    |           | Jude Quinn               | Todd Haynes                 | [ 31 ] |
| 2008 | Indiana Jones and the Kingdom of the Crystal Skull | Sim    |           | Irina Spalko             | Steven Spielberg            | [ 32 ] |
| 2008 | The Curious Case of Benjamin Button                | Sim    |           | Daisy Fuller             | David Fincher               | [ 33 ] |
| 2009 | Ponyo                                              | Sim    |           | Granmamare               | Hayao Miyazaki              | [ 34 ] |
| 2010 | Robin Hood                                         | Sim    |           | Lady Marian              | Ridley Scott                | [ 35 ] |
| 2011 | Hanna                                              | Sim    |           | Marissa Wiegler          | Joe Wright                  | [ 36 ] |
| 2012 | The Hobbit: An Unexpected Journey                  | Sim    |           | Galadriel                | Peter Jackson               | [ 37 ] |
| 2013 | Blue Jasmine                                       | Sim    |           | Jasmine French           | Woody Allen                 | [ 38 ] |
| 2013 | The Turning                                        | Sim    |           | Gail Lang                | Tim Winton                  | [ 39 ] |
| 2013 | The Hobbit: The Desolation of Smaug                | Sim    |           | Galadriel                | Peter Jackson               | [ 40 ] |
| 2014 | The Monuments Men                                  | Sim    |           | Claire Simone            | George Clooney              | [ 41 ] |
| 2014 | How to Train Your Dragon 2                         | Sim    |           | Valka (voz)              | Dean DeBlois                | [ 42 ] |
| 2014 | The Hobbit: The Battle of the Five Armies          | Sim    |           | Galadriel                | Peter Jackson               | [ 43 ] |
| 2015 | Knight of Cups                                     | Sim    |           | Nancy                    | Terrence Malick             |        |
| 2015 | Cinderella                                         | Sim    |           | Lady Tremaine            | Kenneth Branagh             | [ 44 ] |
| 2015 | Carol                                              | Sim    | Sim       | Carol Aird               | Todd Haynes                 | [ 12 ] |
| 2015 | Truth                                              | Sim    |           | Mary Mapes               | James Vanderbilt            |        |
| 2015 | Manifesto                                          | Sim    |           | Vários                   | Julian Rosefeldt            |        |
| 2016 | Voyage of Time                                     | Sim    |           | Narradora (voz)          | Terrence Malick             |        |
| 2017 | Song to Song                                       | Sim    |           | Amanda                   | Terrence Malick             | [ 45 ] |
| 2017 | Thor: Ragnarok                                     | Sim    |           | Hela                     | Taika Waititi               | [ 46 ] |
| 2018 | Ocean's 8                                          | Sim    |           | Lou                      | Gary Ross                   | [ 47 ] |
| 2018 | The House with a Clock in Its Walls                | Sim    |           | Florence Zimmerman       | Eli Roth                    | [ 48 ] |
| 2018 | Mowgli: Legend of the Jungle                       | Sim    |           | Kaa (voz)                | Andy Serkis                 | [ 49 ] |
| 2019 | How to Train Your Dragon: The Hidden World         | Sim    |           | Valka (voz)              | Dean DeBlois                | [ 50 ] |
| 2019 | Where'd You Go, Bernadette                         | Sim    |           | Bernadette Fox           | Richard Linklater           |        |
| 2021 | Don't Look Up                                      | Sim    |           | Brie Evantee             | Adam McKay                  | [ 51 ] |
| 2021 | Nightmare Alley                                    |        |           | Lilith Ritter            | Guillermo Del Toro          |        |